# Urospermum picroides
Urospermum picroides é uma espécie de planta com flor pertencente à família Asteraceae. 
A autoridade científica da espécie é (L.) F.W.Schmidt, tendo sido publicada em Sammlung Physikalisch-okonomischer Aufsatze 1: 275. 1795.
Os seus nomes comuns são leituga-amargosa ou leituga-de-burro.

## Portugal
Trata-se de uma espécie presente no território português, nomeadamente em Portugal Continental, no Arquipélago dos Açores e no Arquipélago da Madeira.
Em termos de naturalidade é nativa de Portugal Continental e do Arquipélago da Madeira, sendo introduzida no Arquipelago dos Açores.

## Protecção
Não se encontra protegida por legislação portuguesa ou da Comunidade Europeia.